# Schlacht an der Trouée de Charmes
Die Schlacht an der Trouée de Charmes, auch La Bataille de la Mortagne, vom 24. August bis zum 26. August 1914 war eine der sogenannten Grenzschlachten des Ersten Weltkrieges. Sie fand an der Westfront in der Lücke zwischen den Festen Plätzen Épinal und Toul statt. Eingeleitet wurde die Schlacht durch einen Angriff der deutschen 6. Armee unter Führung des Kronprinzen Rupprecht aus dem Raum Lunéville. Es war ein strategischer Abwehrerfolg der 2. Französischen Armee unter Édouard de Castelnau.

## Hintergründe
Der Krieg hatte in Lothringen für die französische Armee schlecht begonnen. Die 2. Armee war in der Schlacht bei Mörchingen geschlagen worden. In der Annahme, dass diese nicht mehr aktionsfähig sei, änderte der deutsche Generalstab seine strategischen Pläne, da schon bekannt war, dass eine Bewegung der französischen Armee nach Westen bevorstand. Generaloberst von Moltke wollte jedoch mit der 6. Armee von Kronprinz Rupprecht ein Umgehungsmanöver versuchen, um so von Süden her die Einkreisung der französischen Streitkräfte zwischen Verdun und Toul durchzuführen, was wahrscheinlich zu einer vollständigen Vernichtung der französischen 2. Armee geführt hätte.

### Deutsche Ziele

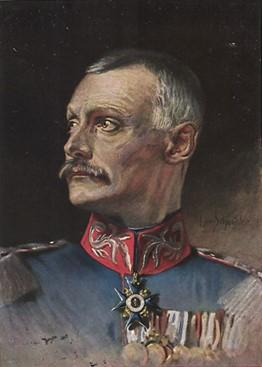
Kronprinz Rupprecht von Bayern

Um die französische Ostfront zu überwinden, sah Moltke vor, die deutsche 6. Armee von Kronprinz Rupprecht von Bayern durch die Lücke zwischen den befestigten Plätzen Toul und Épinal durchstoßen zu lassen.
Um dieses Ziel zu erreichen, sollte die 6. Armee angreifen und die von starken Kräften der 2. französischen Armee unter Général de Castelnau verteidigte Trouée de Charmes durchbrechen. Nach dem Durchbruch sollte die 6. Armee nach Nordwesten schwenken, die Festen Plätze von Toul und Verdun umgehen und weiter in Richtung Bar-le-Duc marschieren, um so der französischen 3. und 4. Armee in den Rücken zu gelangen.
Wäre dieser Plan von Moltke aufgegangen, hätte es eine Erstarrung der Front wie nach der Marneschlacht nicht gegeben. In der Tat, selbst wenn der deutsche Schwenkflügel im Westen es nicht schaffte, die Franzosen wie geplant zu umgehen, würde die von Rupprecht von Bayern geleitete Aktion im Osten die französische 3. und 4. Armee in die Zange nehmen und so wahrscheinlich ausschalten. Nach seinem Sieg in der Schlacht bei Mörchingen verharrte er jedoch in der Defensive. Am 22. August 1914 erhielt er allerdings die Anordnung von Moltke, durch die Trouée de Charmes anzugreifen.

### Castelnaus Vorbereitungen auf die Schlacht

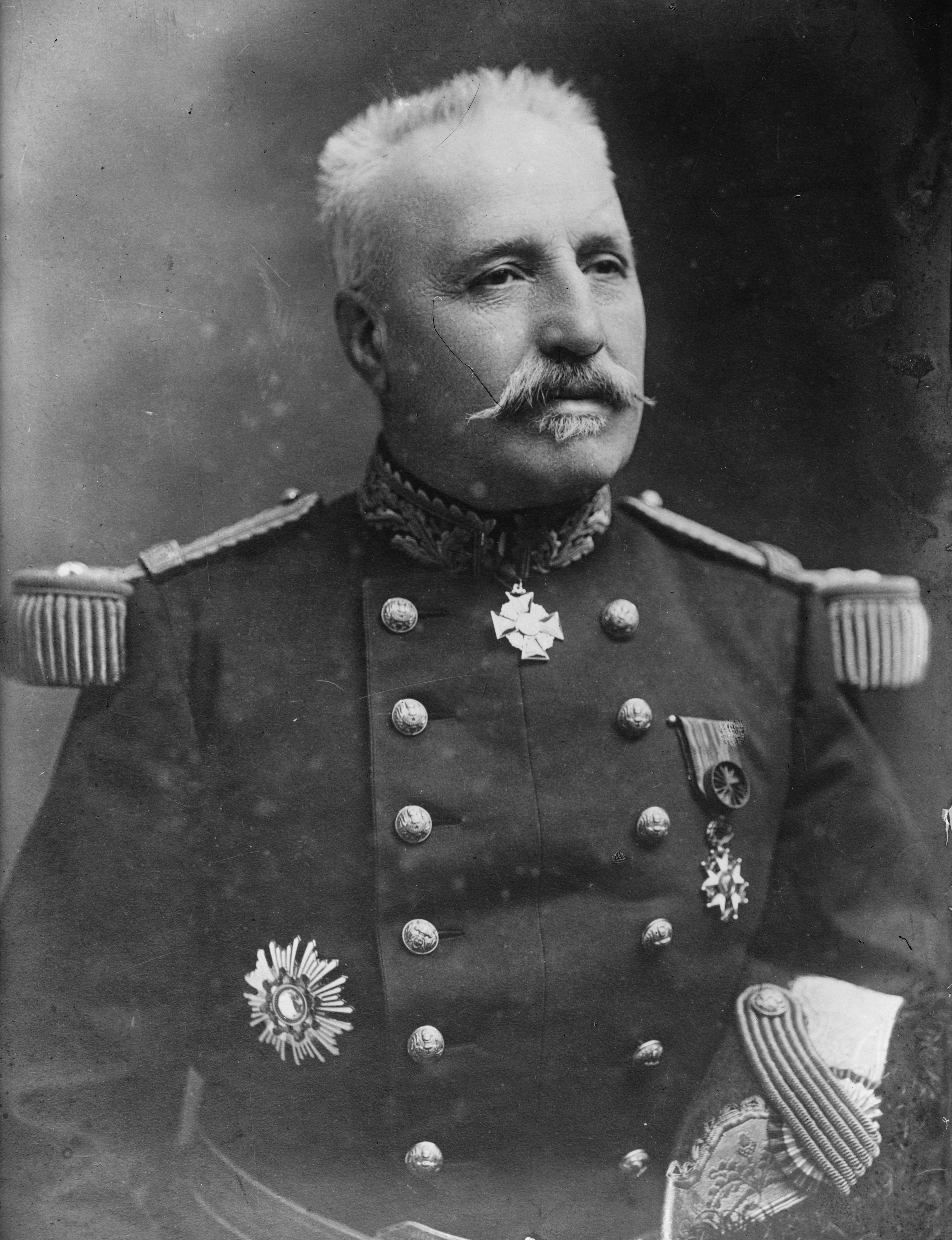
General Noel de Castelnau

Castelnau als Kommandant der 2. Armee hatte das Schicksal Frankreichs hier in seiner Hand. Nachdem er sich von der schmerzlichen Niederlage in der Schlacht bei Mörchingen erholt hatte, erfuhr er von seinem Nachrichtendienst über die Bewegungen starker deutscher Verbände in Richtung Saffais, Belchamps und der Trouée de Charmes. Einige Stunden später bestätigte die Luftaufklärung die Information. Nachdem das Große Hauptquartier diese Information erhalten hatte, befahl es dem Kommandanten der 1. Armee, Général Auguste Dubail, sein 8. Armeekorps der 2. Armee zu unterstellen. Dieser Befehl wurde unverzüglich ausgeführt. So verstärkt, war Castelnau auf das Kommende vorbereitet.

## 24. August, erster Tag

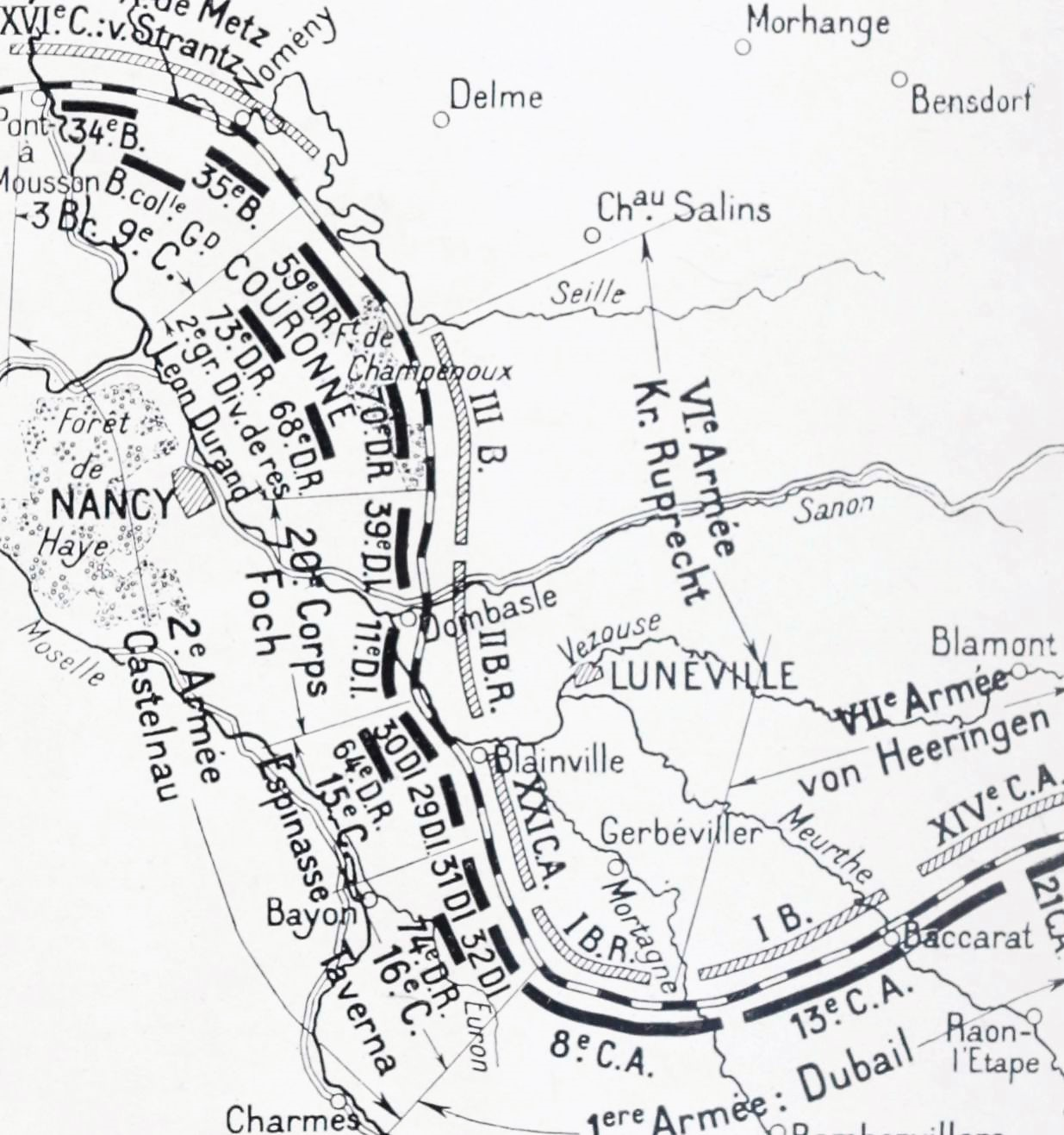
Lage im Raum Nancy am 24. August 1914

Die Truppen von Rupprecht von Bayern griffen die Lücke der Trouée de Charmes an. Diese wurde vom 15. (General Louis Espinasse) und 16. Korps (General Louis Taverna) der französischen 2. Armee gehalten, hier waren auch die deutschen Bemühungen am stärksten. Das deutsche XXI. Armee-Korps (General der Infanterie von Below) konnte die vordersten französischen Stellungen bei Damelevières und Gerbéviller einnehmen und die Franzosen zurückdrängen. Gleichzeitig wurden auch die Verteidiger im Wald von Vacquenat, Clairlieu und von Censal zurückgeschlagen. Der Vormarsch der Bayern setzte sich unaufhörlich in Richtung Bayon fort. Als die Situation für die Verteidiger kritisch zu werden begann, gelang es, die Angreifer bei Romain und Clayeures aufzuhalten. Die hier erfolgreich kämpfende französische 74. Infanteriedivision (General Louis Émile Bigot) wurde dafür ausgezeichnet. Während der gleichen Zeit griff das II. bayerische Korps (General der Infanterie von Martini) bei Flainval an, konnte jedoch nicht durchdringen.
Gegen Mitte des Tages erkannte Castelnau, dass die Deutschen in ihren massiven Bemühungen, im Zentrum durchzubrechen, begannen, ihre Flanken zu vernachlässigen. Er setzte daher seine Truppen auf die beiden deutschen Flügel an. Zuerst attackierte die französische 70. Infanteriedivision (Général Émile Fayolle) den rechten Flügel der Angreifer und konnte dadurch das bayerische II. und III. Armeekorps (General der Kavallerie von Gebsattel) zunächst bis auf die Dörfer Erbéviller, Réméréville und Courbesseaux und dann weiter bis Serres zurückdrängen. Zur gleichen Zeit griff das französische 8. Korps (General de Castelli) den deutschen rechten Flügel mit dem bayerischen I. Reservekorps (General der Infanterie von Fasbender) an, drängte diesen zurück und eroberte bis zum Abend die Dörfer Saint-Boingt, Essey-la-Côte, Clézentaine und Ménarmont zurück. Trotz der Bedrohung seiner Flanken versuchte Kronprinz Rupprecht weiterhin, den Durchbruch durch das Zentrum zu erzwingen. Dazu setzte er jetzt das XXI. Armeekorps gegen die französischen Stellungen an. Diese Angriffe scheiterten jedoch am hinhaltenden Widerstand der Franzosen, die Romain, Einvaux und Clayeures halten konnten.

## Nacht vom 24. auf den 25. August
Castelnau nutzte die nächtliche Ruhepause und beschloss, seine Artillerie dort zu konzentrieren, wo der Gegner am stärksten war, also im Zentrum, um den Durchgang durch die Trouée de Charmes stärker zu schützen. Die Batterien wurden hauptsächlich bei Saffais und Belchamps positioniert.

## 25. August, zweiter Tag
Castelnau entschied sich dann, seine Stellungen im Zentrum zu verstärken, bevor er erneute Angriffe gegen die Flanken seines Gegners befahl. Ein Angriff um 07:00 Uhr auf Rozelieures gewann den Ort zurück. Die Bayern des I. Reservekorps starteten jedoch einen Gegenangriff und hatten eine Stunde später das Dorf wieder eingenommen. Diesen Erfolg nutzen die Bayern aus, um weiter auf die Trouée de Charmes vorzustoßen. Dadurch in seinem Zentrum bedrängt, führte Castelnau mit seinem 8. Korps einen Gegenangriff auf seinem rechten Flügel, der sich in den Wald von Lalau verlagerte. Hier drängten die Soldaten des „6e groupe de chasseurs cyclistes“ und einer Halb-Escadron des 1e régiment de hussards die Bayern bis zur Meurthe und zur Mortagne zurück. Trotz seines Erfolges im Wald von Lalau verzichtete Castelnau zunächst auf einen sofortigen Versuch, Rozelieures zurückzuerobern. Stattdessen verstärkte er weiterhin seine Stellungen im Zentrum und ordnete einen erneuten Angriff des 15. und 16. Korps im Norden an. Unterstützt wurde dieser Angriff durch die in der Nacht aufgestellten neuen Geschützbatterien. Das deutsche XXI. Armeekorps wurde durch diesen Angriff auf Damelevières und Lamath zurückgedrängt. Während dieser Aktion fügte die französische Artillerie den Deutschen große Verluste zu. Sie hielten auch danach die deutschen Stellungen unter Feuer.
Mit den mit seinem Zentrum erzielten Erfolgen hatte Castelnau dem Angriffsgeist der Deutschen einen Dämpfer versetzt, sie begannen zu zögern. Castelnau erkannte das und beschloss, die Gunst der Stunde zu nutzen und selbst zur Offensive überzugehen. Der Kommandant der 2. französischen Armee erhielt den Befehl:

« En avant, à fond, partout »

„Hauptsache vorwärts, überall“

Die Franzosen griffen jetzt nicht nur mit den beiden Flügeln, sondern auch mit dem Zentrum an. Diese Gegenoffensive begann bereits nach zwei Stunden erste Auswirkungen zu zeigen. Im Zentrum drängten das 15. und 16. französische Korps das deutsche XXI. und Teile des bayerischen I. Reservekorps zurück. Rozelieures und Blainville wurden zurückerobert. Rozelieures war um 15 Uhr vom 2e bataillon de chasseurs à pied der 74. Infanteriedivision eingenommen. Die Bayern mussten in Rozelieures eine große Anzahl an Gefallenen zurücklassen, die bayerische 3. Division (Generalleutnant Otto von Breitkopf) zurückweichen. Der rechte Flügel von Castelnau kam mit dem 8. Korps ebenfalls vorwärts und schlug das bayerische I. Reservekorps bis nach Saint-Pierremont zurück.
Der linke Flügel der französischen 2. Armee machte ebenfalls Fortschritte:
- Im Süden hatte das französische 20. Korps unter General Foch mit der 11. Infanteriedivision (General Maurice Balfourier) in Richtung Lunéville das II. bayerische Armeekorps angegriffen und die Ferme du Grand Léomont und das Dorf Vitrimont eingenommen. Die Deutschen hatten einen Gegenangriff geführt, der durch massiven Artillerieeinsatz unterstützt wurde. Der Kampf dauerte bis in die Nacht, brachte aber den Deutschen keinen Erfolg. Das 26e régiment d’infanterie zeichnete sich besonders aus, da es unter schweren Verlusten die Ferme de Léomont erfolgreich verteidigen konnte. Um nicht abgeschnitten zu werden, zog sich das bayerische II. Korps an die Meurthe zurück.
- Im Norden wurde im Gegensatz nicht erfolgreich gegen die rechte deutsche Flanke operiert, stattdessen fanden die Kämpfe vor Champenoux und im Wald von Crévic statt.

## 26. August, dritter Tag
Castelnau griff erneut das Zentrum an und schwenkte auch auf die bisher nicht so stark bekämpfte Linie nach Norden ein. Im Zentrum griff das 16. französische Korps das XXI. Armeekorps bei Franconville an. Die französischen Truppen übernahmen jetzt auch die Offensive an ihrem nördlichen Flügel. Das 20. französische Armeekorps versuchte gegenüber den Bayern Boden zu gewinnen und nahm die Ferme de la Faisanderie, die Dörfer Friscati, Deuxville, Maixe, Drouville und den Wald von Crévic ein. Noch weiter im Norden konnten sie die Bayern bis nach Champenoux zurückdrängen.
Nachdem sich die Situation der 6. Armee dramatisch verschlechtert hatte, war sie zu weiteren Angriffen nicht in der Lage. Zunächst wurden die gefährdeten Flanken zurückgenommen, und dann zog sich die gesamte Armee zurück.

## Ergebnis

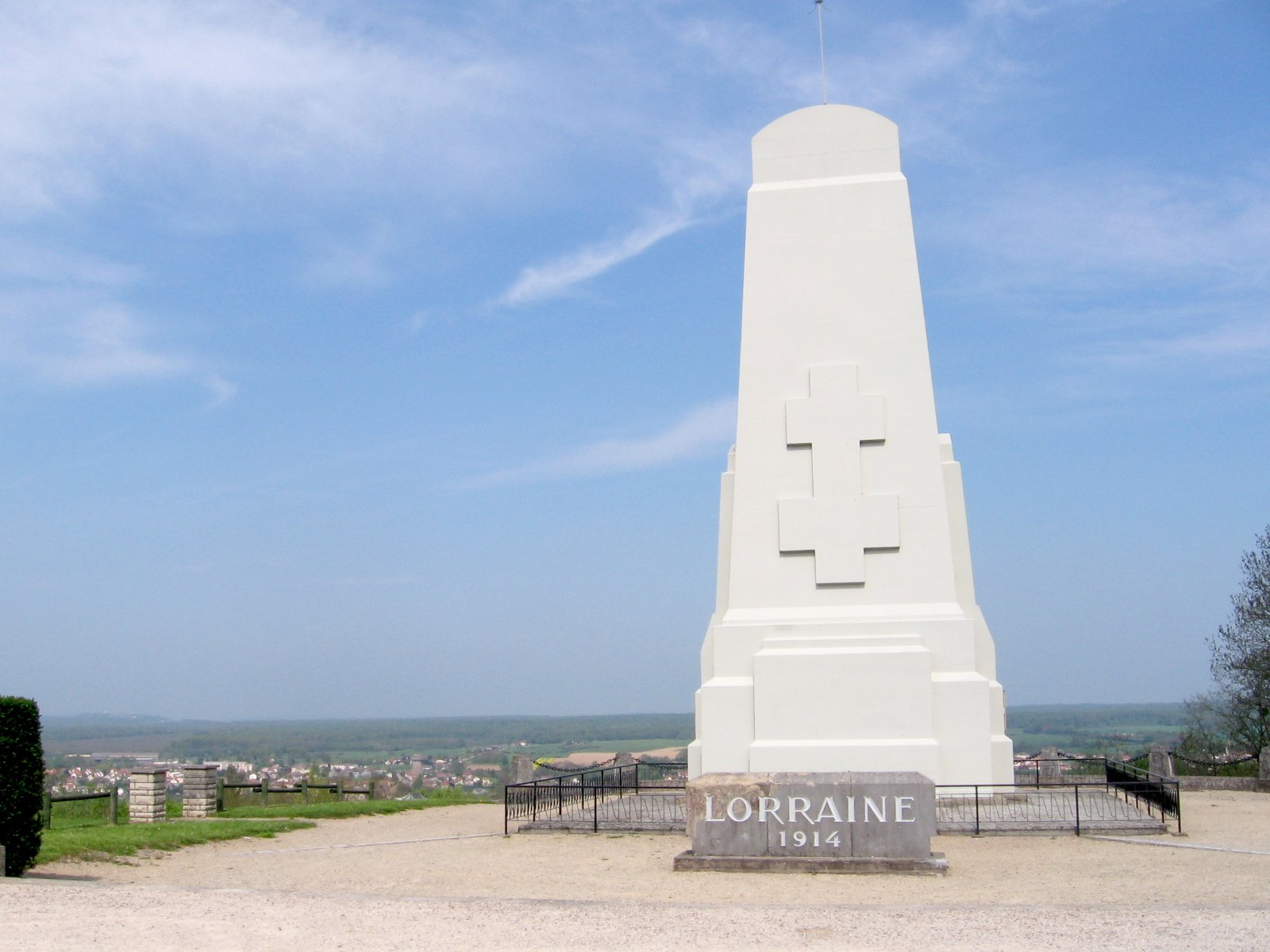
Lothringen-Gedenkstein als Erinnerung an die Schlacht

Die Schlacht war ein Abwehrerfolg der 2. französischen Armee. Castelnau rettete Frankreich vor einer Katastrophe.
Maurice Barrès lobte Castelnau mit den Worten:

„Paris ist an der Marne gerettet worden, was aber nur durch Sieg von Castelnau bei Rozelieures möglich wurde.“

Dieser unerwartete Misserfolg bei Charmes hatte das Vertrauen in die deutschen Möglichkeiten erschüttert. Beide Armeen zogen sich zur Reorganisation zurück, bis sie am 4. September in der Schlacht an der Grand Couronné erneut aufeinander trafen. Danach fanden keine Bewegungen mehr statt, die Front in Lothringen erstarrte für die nächsten vier Jahre im Stellungskrieg.

## Auszeichnungen
- Auf den Fahnen der beteiligten Regimenter ist die ehrenvolle Bezeichnung LA MORTAGNE 1914 eingestickt.